# Xenia tumbatuana
Xenia tumbatuana är en korallart som beskrevs av May 1898. Xenia tumbatuana ingår i släktet Xenia och familjen Xeniidae. Inga underarter finns listade i Catalogue of Life.